# Jesús Zabala
Jesús Manuel Zabala Guillin (San Pedro de Uraba, Antioquia, Colombia; 1 de marzo de 2001) es un futbolista colombiano. Jugó como lateral izquierdo, en equipos de futbol profesional colombiano (Atlético Nacional, Fortaleza CEIF, Llaneros Fc) Actualmente se encuentra sin equipo.

## Clubes
| Club              | País     | Año           |
| ----------------- | -------- | ------------- |
| Atlético Nacional | Colombia | 2021-presente |

## Palmarés

### Torneos nacionales
| Título          | Club              | País     | Año  |
| --------------- | ----------------- | -------- | ---- |
| Copa Colombia   | Atlético Nacional | Colombia | 2021 |
| Torneo Apertura | Atlético Nacional | Colombia | 2022 |